# Peromyia diadema
Peromyia diadema är en tvåvingeart som beskrevs av Boris Mamaev 1963. Peromyia diadema ingår i släktet Peromyia och familjen gallmyggor. Arten är reproducerande i Sverige. Inga underarter finns listade i Catalogue of Life.